# Scandolara (Zero Branco)
Scandolara è una frazione di Zero Branco, comune italiano in provincia di Treviso. Il paese si sviluppa lungo la SP 65 (via Scandolara) e dista dal centro di Zero Branco 6,5 km; l'omonima parrocchia, consacrata a San Martino, ricade nel vicariato di Paese, della diocesi di Treviso.

## Storia
Analogamente alle cremonesi Scandolara Ravara e Scandolara Ripa d'Oglio, il toponimo dovrebbe indicare un luogo in cui cresce la scàndola, termine dialettale che significa "spelta". Negli antichi documenti sono riportate le varianti Scandolera, Schandolara, Scandollara e simili.
Durante la Serenissima, la località fu divisa in tre colmelli (Scandolara Chiesa, Scandolara di sopra e Scandolara di sotto) che a sua volta ricadevano nella Mestrina di sopra, ovvero la porzione a sud-ovest delle otto che componevano il territorio della podestaria Treviso.
Con la fine della Serenissima fu per un periodo frazione del comune di Sant'Alberto, per poi passare a Zero Branco.

## Monumenti e luoghi d'interesse

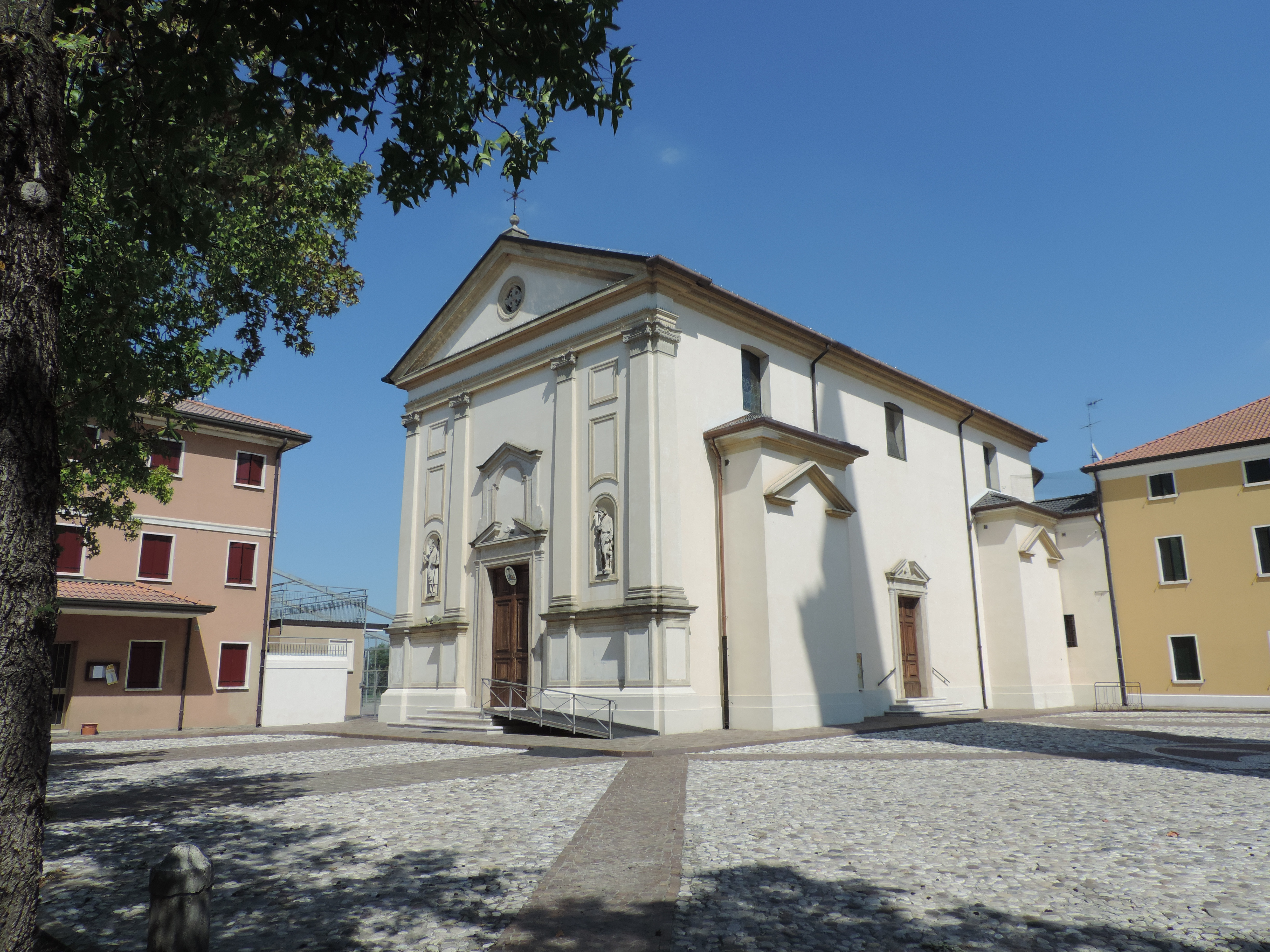
Parrocchiale di San Martino.

La chiesa parrocchiale, secondo lo storico locale Francesco Scipione Fapanni, doveva esistere già nel XIV secolo, quando rappresentava una cappella della pieve di Trebaseleghe. Ristrutturata più volte, custodisce un dipinto con la Beata Vergine Rachele del Rosario ed il profeta Simeone Fontana e un organo Tamburini del 1945 (a 17 registri e circa 1.200 canne). L'attuale campanile, costruito nel 1760, conserva 4 campane, inizialmente fuse dalla ditta "De Poli" di Ceneda nel (1859) è successivamente rifuse nel 1963.